# سبارتاكوس

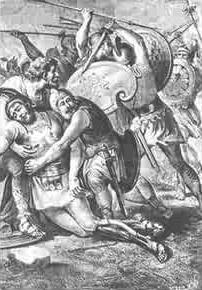
سقوط سبارتاكوس

سبارتاكوس (باليونانية: Σπάρτακος, Spártakos)‏ (باللاتينية: Spartacus) (حوالي 111 ق.م.-71 ق.م.) كان سبارتاكوس عبدا من رقيق الإمبراطورية الرومانية، وزعيما ثائرا أصله من دولة تراقيا القديمة رغم اختلاف المؤرخين القدامى في نسبه العرقي، يذكر منهم (Plutarchos بلوتارخ) و (ديودور الصقلي Diodorus) و (وفلوروس Florus)
تعلم سبارتكوس في مدرسة للعبيد كيفية مصارعة الوحوش في ملاعب روما لتسلية الرومان، وفي سنة 73 ق.م نظم ثورة للعبيد في تلك المدرسة، وانتشرت أنباء نجاحها بسرعة في مختلف أرجاء البلاد، وسرعان ما أنضوى تحت لوائه الآلاف المؤلفة من العبيد، ونادوا بزعامته لهم، وأرسل مجلس الشيوخ عدداً من الجيوش لمحاربته، فأنتصر عليهم جميعاً.
ثم أسندت القيادة إلى ماركوس ليسينيوس كراسوس، فهُزم سبارتاكوس عام 71 ق.م، وقُتل في المعركة، ويقال أنه ماركوس أقام الصلبان على طــــول الطريق من روما إلى كابوا، وقد علّق عليها الآلاف من الذين بقوا على قيد الحياة إثر المعركة، ليكونوا عبرة للآخرين.

## سيرته
سبارتاكوس Spartacus هو من مصارعي الحلبة الرومانية من اصل ثراسي مع جالوس كريكسوس وانميوس وجانيكوس وكان أحد قادة ثورة العبيد في حرب الرقيق الثالثة وهي إحدى كبرى الانتفاضات التي قام بها رقيق الامبراطورية الرومانية.
لايعرف الكثير عن سبارتكوس عدا ما حدث أثناء الثورة والحرب ضد الامبراطورية الرومانية وما نجا من مخطوطات تاريخية متناقضة وليست موثوقة في معظمها.
لكن الذي تتفق فيه كل المصادر انه كان محاربا قديما في الحلبة الرومانية وكان قائدا عسكريا ناجحا.
العديد من الأعمال الفنية ترجمت ثوره سبارتكوس علي انها ثورة المستضعفين للحصول علي حريتهم ضد اقطاعيه وامبراطوريه تقوم علي استرقاق الناس واستغلالهم وكانت مصدر الهام للعديد من المفكرين السياسين وقد تم عرضها في العديد من الأعمال السينمائيه والفنيه والأدبيه وان لم يكن هناك أي سرد تاريخي من المورخين يذكر أن الهدف من العبيد المتمردين أو قادتهم انهاء الرق في الجمهورية الرومانية كونهم ارتكبوا العديد من الفظائع والمذابح

## حرب العبيد الثالثة
رد الإمبراطورية الرومانية كان غير متناسب مع حجم خطر ثورة الرقيق والمصارعين نتيجة لأن معظم القوات كانت تخمد ثورة في هيسبانيا ولأن السياسين الرومان كانوا ينظرون إلى ماحدث باستهانة أكثر من أنه أمر يحتاج إلى تخطيط وقوات حربية فتم إرسال ميليشيا رومانية تحت قيادة البريتور جايوس كلاوديوس جلابر والذي قام بمحاصرة سبارتكوس وأعوانه في جبل فوسوفيوس وهي منطقة عالية سبارتكوس قام باستخدام الأشجار لعمل حبال والنزول بها ومهاجمة قوات جلابر وإبادتهم روما أرسلت بعدها قوات لإخماد الثورة وللمرة الثانية تم القضاء عليها وأسر البريتور وهو قائد الحملة وتم غنم كل ادوات الرومان الحربية وقتل كل ملازمين الجيش

## فيلم سبارتاكوس
قام الممثل الأمريكي الشهير كيرك دوغلاس ببطولة فيلم سبارتاكوس في عام 1960م، حيث جسد شخصية سبارتاكوس وقصة الثورة التي قادها ضد الرومان.
وكذلك عرض قصه سبارتاكوس في مسلسل سبارتاكوس من بطوله الممثل أندي ويتفيلد في عدة مواسم
وقد كتب عنه الشاعر أمل دنقل قصيدة اسمها «كلمات سبارتكوس الأخيرة».

## وصلات خارجية
- Spartacus Article and full text of the Roman and Greek sources.
- Spartacus, movie starring Kirk Douglas and Sir Peter Ustinov
- Spartacus, television mini-series starring Goran Višnjić and Alan Bates
- Starz Mini-Series airing in 2010
- BBC Radio 4 - In Our Time - Spartacus